# Departamento Gobernador Dupuy
Das Departamento Gobernador Dupuy liegt im Süden der Provinz San Luis im westlichen Zentrum Argentiniens und ist eine von 9 Verwaltungseinheiten der Provinz. 
Es grenzt im Norden an die Departamentos Juan Martín de Pueyrredón und General Pedernera, im Osten an die Provinz Córdoba, im Osten und Süden an die Provinz La Pampa und im Westen an die Provinz Mendoza. 
Die Hauptstadt des Departamento Gobernador Dupuy ist Buena Esperanza.

## Geschichte
Das Departamento wurde nach dem Coronel Vicente Dupuy e Islas de Garay benannt.
Koordinaten: 35° 0′ S, 65° 30′ W